# Саронсела (Торино)
Саронсела је насеље у Италији у округу Торино, региону Пијемонт.
Према процени из 2011. у насељу је живело 242 становника. Насеље се налази на надморској висини од 204 м.